# Inverness—Richmond
Pour les articles homonymes, voir Inverness et Richmond.
Inverness—Richmond fut une circonscription électorale fédérale de Nouvelle-Écosse. La circonscription fut représentée de 1935 à 1968.
La circonscription a été créée en 1933 avec des parties d'Inverness et de Richmond—Ouest-Cap-Breton. Abolie en 1966, elle fut redistribuée parmi Cape Breton Highlands—Canso et Cap-Breton—Richmond-Est.

## Géographie
En 1933, la circonscription de Inverness—Richmond comprenait:
- Le comté d'Inverness
- Le comté de Richmond
- Une partie du comté de Cap-Breton, incluant Louisbourg

## Députés
1. 1935-1940 — Donald MacLennan, PLC
2. 1940-1949 — Moses Elijah McGarry, PLC
3. 1949-1953 — William F. Carroll, PLC
4. 1953-1958 — Allan J. MacEachen, PLC
5. 1958¹-1962 — Robert Simpson MacLennan, PC
6. 1962-1968 — Allan J. MacEachen, PLC (2)

- ¹ = Élection partielle
- PC = Parti progressiste-conservateur
- PLC = Parti libéral du Canada